# Doppelgänger (álbum)
Doppelgänger es el segundo álbum de la banda estadounidense de rock progresivo y post-hardcore The Fall Of Troy. Cuatro de las canciones del disco fueron extraídas y ligeramente cambiadas con respecto a su anterior álbum, homónimo, en el que aparecían los temas. Además, Macaulay McCulkin fue extraída del EP Ghostship Demos.

## Lista de canciones
1. "I Just Got This Symphony Goin'" – 4:09 (regrabada de The Fall Of Troy)
2. "Act One, Scene One" – 5:00
3. "F.C.P.R.E.M.I.X." – 3:57 (regrabada de The Fall Of Troy)
4. "You Got a Death Wish, Johnny Truant?" – 2:12
5. "Mouths Like Sidewinder Missiles" – 3:44 (regrabada de The Fall Of Troy)
6. "The Hol[     ]y Tape..." – 4:51
7. "Laces Out, Dan!" – 2:31
8. "We Better Learn to Hotwire a Uterus" – 2:10
9. "Whacko Jacko Steals the Elephant Man's Bones" – 4:50 (Regrabada de The Fall Of Troy)
10. "Tom Waits" – 3:03
11. "Macaulay McCulkin" – 8:06 (extraída y regrabada del EP Ghostship Demos)

## Curiosidades
- Las canciones You Got A Death Wish, Johnny Truant? y The Hol[   ]y Tape son frases sacadas de la novela de Mark Z. Danielewski La casa de hojas.
- En los conciertos en vivo, Erak solía tocar el instrumental de la canción final de la famosa película de Disney Aladdin después de la canción The Hol[]y Tape.
- El título de Laces Out, Dan! se extrajo de la película Ace Ventura: Detective de Mascotas.
- El nombre de la canción Tom Waits viene del famoso "crooner" de blues, ya que éste había escrito una canción de nombre The Fall Of Troy.
- F.C.P.R.E.M.I.X. aparece en los videojuegos MLB 2K6, un tema extra del videojuego Guitar Hero III: Legends of Rock y en la banda sonora de Saints Row para Xbox 360.

## Personal
- Thomas Erak - Voz, screamos, guitarra, teclados
- Tim Ward - Coros, screamos, bajo
- Andrew Forsman - Coros, batería
- Barrett Jones - Productor e ingeniero de sonido

- Datos: Q5297342